# Jean Monnet
Jean Omer Marie Gabriel Monnet (Cognac, 9 novembre 1888 – Bazoches-sur-Guyonne, 16 marzo 1979) è stato un politico francese, tra i padri fondatori dell'Unione europea.

## Biografia
Monnet è nato a Cognac, un comune nel dipartimento della Charente in Francia, in una famiglia di commercianti di cognac. Secondo Jacques-René Rabier, i valori del laicismo e del repubblicanesimo, così come una forte tradizione cattolica, coesistevano nella famiglia di Monnet. Sua madre era profondamente religiosa e sua sorella Marie-Louise fu una fondatrice del ramo francese dell'Action Catholique, a cui Monnet contribuì finanziariamente; in seguito avrebbe presentato suo fratello a papa Paolo VI. 
All'età di sedici anni, Monnet abbandonò a metà gli esami di ammissione all'università e si trasferì nel Regno Unito, dove trascorse diversi anni a Londra imparando il mestiere con il signor Chaplin, un agente della società di suo padre. Successivamente, ha viaggiato molto – in Scandinavia, Russia, Egitto, Canada e Stati Uniti – per l'azienda di famiglia, la Monnet Cognac. 

### Carriera politica
Nel corso della prima guerra mondiale, Monnet, riformato per motivi di salute, propone al presidente del consiglio francese dell'epoca René Viviani un piano di coordinamento delle risorse degli alleati. Nel 1919 viene nominato segretario generale aggiunto della Società delle Nazioni. Nel 1923 torna ad occuparsi dell'azienda di famiglia, e negli anni successivi si occupa di finanza internazionale.
Nel 1940 Monnet viene inviato negli Stati Uniti come rappresentante del governo inglese per negoziare una commessa militare. Dal suo arrivo divenne un ascoltato consigliere del presidente Roosevelt. Secondo le sue parole, l'America doveva diventare l'arsenale delle democrazie. Per mesi persegue tenacemente questo obiettivo, che sfocia poi nella realizzazione del Victory Program deciso da Roosevelt nel 1941.
Il 5 agosto 1943 ad Algeri diviene membro del Comitato francese di Liberazione nazionale e si esprime con queste parole:
Dopo la liberazione viene incaricato dal generale Charles de Gaulle di elaborare e realizzare un piano di modernizzazione e rilancio per l'economia francese.

### Padre dell'Europa
Nel 1950, al risorgere di nuove tensioni internazionali, Monnet decide che sia venuto il momento di tentare un passo irreversibile verso l'unione dei paesi europei. Prepara, con alcuni collaboratori, il testo di quella che sarà la Dichiarazione Schuman. Nel 1952 Jean Monnet diventa il primo presidente dell'Alta Autorità della Comunità europea del carbone e dell'acciaio. La sua intuizione più grande è senz'altro quella riguardante l'utilizzo delle risorse carbo-siderurgiche, fino a quel momento oggetto di aspre contese tra Francia e Germania, come strumento di cooperazione. Ma "chi ponga mente alle linee della struttura ideata da Jean Monnet per far gestire in comune tra Francia e Germania il carbone e l'acciaio non può non avvedersi che il disegno ha la natura di un progetto costituzionale, pur se concerne un settore limitato. L'Assemblea, la Commissione, il Consiglio già sono presenti. Nella forma di un Trattato, nasce dunque fin dal 1950 un'organizzazione internazionale che presenta alcuni caratteri propri della statualità".
Non a caso, in seguito, sulla scorta di questa attività promuove il "Comitato d'azione per gli Stati Uniti d'Europa": il modello funzionalista concepito da Jean Monnet "all'obiettivo della creazione di uno Stato federale aveva sostituito quello tutto nuovo della sovranazionalità". La strategia di Jean Monnet "fu infatti incentrata sulla «funzione trainante» di coalizioni sovranazionali, formate da élite politiche illuminate, da una ristretta cerchia di esperti e da gruppi d'interesse, che avrebbero dovuto fornire il sostegno necessario allo sviluppo e alla diffusione del progetto comunitario. Tali aspetti tecnocratici presenti nell'originario progetto Monnet sopravvissero anche nei decenni successivi, trovando un terreno fecondo nel configurarsi dell'Europa come «stato regolatore»".

## Riconoscimenti
Il Consiglio delle comunità europee gli assegna nel 1976 il titolo Cittadino d'onore dell'Europa, mentre il presidente francese François Mitterrand fece trasferire nel 1988 le sue ceneri al Pantheon di Parigi. A Jean Monnet sono intitolati la Libera Università Mediterranea sita nel comune di Casamassima (BA) e il Dipartimento di Scienze Politiche della Seconda Università degli Studi Napoli sito in Caserta, inoltre anche alcuni istituti di secondo grado come per esempio quello situato a Mariano Comense (CO).